# Theumella penicillata
Theumella penicillata là một loài nhện trong họ Gnaphosidae.
Loài này thuộc chi Theumella. Theumella penicillata được Embrik Strand miêu tả năm 1906.